# Médecine pour le Peuple
Médecine pour le Peuple, en abrégé MPLP, est une organisation belge de médecins qui propose la médecine gratuite à travers des maisons médicales en Belgique. L'organisation a été fondée le 4 janvier 1971 par le PTB.
L'organisation ayant été fondée sur base de l'idéologie marxiste, elle est ouverte à tous et propose des consultations médicales sans demander aucune contribution financière aux patients. Médecine pour le Peuple se compose de onze maisons médicales dans toute la Belgique, avec 53 médecins, 50 employés et 72 bénévoles. L'organisation est notamment connue en Flandres pour ses actions contre la pollution au plomb à Hoboken, pour sa proposition de baisse des prix des médicaments avec le modèle kiwi et des soins primaires plus accessibles en supprimant les barrières financières.

## Histoire

### Les débuts
Le 4 janvier 1971, la première maison médicale de Médecine pour le Peuple est ouverte à Hoboken par les deux médecins Michel Leyers et Kris Merckx, membres de AMADA. Merckx était connu depuis un certain temps comme figure de proue de AMADA, prédécesseur du PTB.
Le travail de la maison médicale a attiré l'attention internationale lorsque des médecins ont découvert un empoisonnement au plomb chez des enfants vivant dans le quartier de l'usine de l’Union minière. La société métallurgique Union Minière, aujourd'hui appelée Umicore, était responsable de la contamination au plomb. AMADA a mené une bataille politique pour dénoncer cette pollution, conséquence de quoi l'entreprise a été obligée de nettoyer le site, pour un coût d'environ 1,5 milliard de francs belges (environ 37 millions d'euros). À la suite de cette affaire, le PVDA (nom flamand du PTB) deviendra un élément incontournable du spectre politique de Hoboken.
En 1972, le docteur Merckx, qui soignait ses patients au tarif remboursé par les caisses d'assurance maladie, sans demander de participation des patients, est suspendu de son droit d'exercer la médecine par l'ordre des médecins pour concurrence déloyale. En réaction, Amada a appelé à manifester contre cette décision. Des sympathisants, des membres d'Amada, une délégation d'ouvriers et plusieurs bus d'étudiants ont empêché la suspension. Merckx est également cité à comparaître devant le tribunal, mais une fois encore, il a pu compter sur le soutien de sympathisants. Pendant cette période, l'organisation a reçu le nom de Médecine pour le Peuple, en référence du soutien qu'elle a reçu du peuple et pour souligner que les médecins de l'organisation ne le sont pas pour obtenir un salaire élevé, mais pour soigner les gens.
Le premier logo de Médecine pour le Peuple a été conçu en 1973 par l'artiste-sculpteur Marc Jambers. Il se compose d'un poing tenant une croix de docteur.
En 2016 le journaliste Martin Buxant accuse le PTB, dans un article paru dans le journal L’Écho, de se servir de Médecine pour le Peuple comme un outil de propagande.

## Critiques et controverses
Certaines maisons médicales affiliées au PTB, notamment Médecine pour le Peuple (MPLP) à Herstal, ont fait l’objet de critiques concernant une imbrication entre activités médicales et engagements politiques.

### Usage politique des structures médicales
D’après un mémorandum cité par plusieurs médias belges, dont L’Écho, RTBF, Le Spécialiste et Le Vif, des patients auraient été contactés sous prétexte médical, mais dans le but réel d’être approchés pour des motifs politiques. Durant les campagnes électorales, des cadres du PTB Herstal auraient téléphoné à des patients afin de connaître leurs intentions de vote,,. Ces pratiques ont soulevé des interrogations sur le respect de la frontière entre soins et politique.

### Pressions et exclusions de patients
Selon ces mêmes sources et des témoignages publiés sur des plateformes publiques, certains patients auraient subi des pressions, voire des sanctions, en raison de leurs opinions politiques divergentes, avec des cas d’exclusion pour ceux soutenant d’autres partis ou simplement pour manque d'enthousiasme politique,,,.

### Politisation lors des consultations
Des médecins auraient également convoqué des patients sous prétexte médical pour engager des discussions politiques, parfois en présence de cadres du parti, brouillant davantage la distinction entre consultation médicale et activité politique,.

### Réponse officielle
L’association Médecine pour le Peuple et le PTB contestent ces allégations, assurant que le secret médical est rigoureusement respecté et qu’aucune donnée médicale n’a été communiquée au parti. Ils précisent par ailleurs qu’aucune plainte n’a été déposée auprès de l’Ordre des Médecins concernant ces faits,,.

### Limites du modèle forfaitaire
Le modèle de financement forfaitaire, appliqué aux maisons médicales dont MPLP, impose aux patients de recevoir la totalité de leurs soins au sein de la même structure, sans possibilité de recourir à des prestataires externes. Cette organisation limite la liberté de choix des patients et peut engendrer des ruptures importantes dans le suivi en cas de conflit avec un intervenant. Ce système est aussi critiqué pour favoriser une sélection économique des patients, avec un risque de désinscription des personnes nécessitant des soins coûteux ou prolongés.

### Illustration: le cas d’une patiente de Herstal
Un cas emblématique est celui d’une patiente de 74 ans, suivie à MPLP Herstal depuis 1979, désinscrite unilatéralement en janvier 2025 sans procédure contradictoire, après que l’infirmière chargée de lui administrer des injections d’insuline eut manifesté un malaise à son égard.
Cette décision a provoqué la rupture de son suivi médical global (médecin, kinésithérapeute, soins infirmiers), le modèle forfaitaire empêchant la patiente de consulter ailleurs. Sa famille a dénoncé un manque de transparence et suspecté une motivation économique. Une plainte a été déposée auprès du Conseil Provincial de l’Ordre des Médecins et une demande d’enquête adressée à la Fédération des Maisons Médicales, sans suite publique connue.